# Francesco Silvestro
Francesco Silvestro (Arzano, 22 ottobre 1971) è un politico italiano.

## Biografia
Sposato e padre di tre figli, di cui uno scomparso prematuramente. È proprietario e amministratore di un’azienda che produce materassi da quattro generazioni.

## Attività politica
Diventato un militante di Forza Italia nel 1998, alle elezioni comunali in Campania del 2000 si candida al consiglio comunale di Arzano, tra le sue liste a sostegno del candidato sindaco Giuseppe Antonio Fuschino, venendo eletto consigliere comunale. È rieletto consigliere comunale nel 2005 e nel 2010. Ha ricoperto anche la carica di presidente del consiglio comunale dal 2010 al 2015. Candidatosi alle regionali in Campania del 2020, a consigliere regionale, non venne eletto. Dal 2021, inoltre, è coordinatore cittadino a Napoli di Forza Italia.

### Elezione a senatore
Alle elezioni politiche anticipate del 2022 viene candidato al Senato della Repubblica, tra le liste di Forza Italia nel collegio plurinominale Campania - 01, risultando eletto senatore. Nella XIX legislatura della Repubblica è segretario della 9ª Commissione Industria, commercio, turismo, agricoltura e produzione agroalimentare, oltreché componente della Commissione parlamentare d'inchiesta sulle condizioni di lavoro in Italia, sullo sfruttamento e sulla sicurezza nei luoghi di lavoro, della Commissione parlamentare antimafia e, in sostituzione del Ministro per la pubblica amministrazione Paolo Zangrillo, della 10ª Commissione Affari sociali, sanità, lavoro pubblico e privato, previdenza sociale.